# Funduk
Il funduk  (ma anche fonduk o zecchino turco) è una moneta d'oro turca. Il termine con ogni probabilità deriva dalla parola arabo/turca Bundukiyya, cioè Venezia, derivato a sua volta dal tedesco Venedig, il cui zecchino era esempio di bellezza anche in area islamica vicino-orientale.
Fu per la prima volta coniata a Istanbul dal sultano ottomano Ahmed III (1703-1730). 
Al diritto c'era la tughra (la firma simbolico-cancelleresca) del sultano e al rovescio il luogo e la data d'emissione.
Fu ritirato dalla circolazione nell'anno 1769.